# Liste der Kreisstraßen im Landkreis Günzburg
Die Liste der Kreisstraßen im Landkreis Günzburg ist eine Auflistung der Kreisstraßen im bayerischen Landkreis Günzburg mit deren Verlauf.

## Abkürzungen
- A: Kreisstraße im Landkreis Augsburg
- DLG: Kreisstraße im Landkreis Dillingen an der Donau
- GZ: Kreisstraße im Landkreis Günzburg
- L: Landesstraße in Baden-Württemberg
- MN: Kreisstraße im Landkreis Unterallgäu
- NU: Kreisstraße im Landkreis Neu-Ulm.
- St: Staatsstraße in Bayern

## Liste
Nicht vorhandene bzw. nicht nachgewiesene Kreisstraßen werden in Kursivdruck gekennzeichnet, ebenso Straßen und Straßenabschnitte, die unabhängig vom Grund (Herabstufung zu einer Gemeindestraße oder Höherstufung) keine Kreisstraßen mehr sind.
Der Straßenverlauf wird in der Regel von Nord nach Süd und von West nach Ost angegeben.
| Nr. GZ | Verlauf |
| ------ | --- |
| GZ 1   | (NU 2 im Landkreis Neu-Ulm) – Kreisgrenze – GZ 6 in Ellzee-Stoffenried – Ellzee-Hilbertshausen – Ellzee-Riedmühle – in Ellzee – Ellzee-Am Bahnhof - Kammeltal-Behlingen – St 2024 in Kammeltal-Ried – Kammeltal-Waldheim – GZ 25 in Burtenbach-Kemnat – Burtenbach – St 2025 – Kreisgrenze – (A 6 im Landkreis Augsburg)                                                                               |
| GZ 2   | in Ziemetshausen – Ziemetshausen-Maria Vesperbild – Ziemetshausen-Schloss Seyfriedsberg – Kreisgrenze – (A 13 im Landkreis Augsburg) |
| GZ 3   | St 2020 in Bibertal-Schneckenhofen – GZ 5 in Bibertal-Schneckenhofen – St 2023 – Bibertal-Anhofen |
| GZ 4   | (L 1232 in Baden-Württemberg) – Landesgrenze – GZ 9 in Leipheim-Riedheim – Leipheim-Breitmähder - Leipheim-Schwarzfelder Hof - Leipheim - (Abzweig zur in Leipheim - St 2509 in Leipheim) – Leipheim-Waldvogel – St 2020 in Bubesheim – GZ 5 in Kötz-Großkötz – St 2023 in Ichenhausen-Oxenbronn – St 2022 in Ichenhausen-Oxenbronn – Waldstetten-Wiblishauserhof (Belzingerhof) - GZ 6 in Waldstetten |
| GZ 5   | GZ 3 in Bibertal-Schneckenhofen – GZ 4 in Kötz-Großkötz – in Kötz-Kleinkötz |
| GZ 6   | in Ichenhausen – Waldstetten-Heubelsburg - GZ 4 in Waldstetten – Ellzee-Hausen – GZ 1 in Ellzee-Stoffenried – GZ 19 in Wiesenbach-Unterwiesenbach – Wiesenbach-Oberwiesenbach – Wiesenbach-Oberegg – in Deisenhausen-Unterbleichen |
| GZ 7   | in Krumbach (Schwaben) – in Krumbach (Schwaben)-Niederraunau – GZ 8 in Ursberg-Mindelzell |
| GZ 8   | GZ 12 – GZ 7 in Ursberg-Mindelzell – GZ 30 – Kreisgrenze – (MN 12 im Landkreis Unterallgäu) |
| GZ 9   | (NU 8 im Landkreis Neu-Ulm) – Leipheim-Weißingen – GZ 4 in Leipheim-Riedheim |
| GZ 10  | GZ 11 in Winterbach-Waldkirch – GZ 22 – Winterbach – Haldenwang-Eichenhofen – Haldenwang-Hafenhofen – Haldenwang-Kesselberg - St 2025 in Haldenwang |
| GZ 11  | (DLG 8 im Landkreis Dillingen an der Donau) – Kreisgrenze – GZ 10 in Winterbach-Waldkirch – Dürrlauingen-Mönstetten – Dürrlauingen – St 2025 in Dürrlauingen-Mindelaltheim – Dürrlauingen-Riedmühle - GZ 31 in Burgau |
| GZ 12  | – GZ 25 in Ursberg – Ursberg-Bayersried – GZ 8 – St 2025 in Balzhausen |
| GZ 13  | St 2019 in Deisenhausen – St 2018 in Breitenthal-Nattenhausen – Ebershausen-Seifertshofen – in Ebershausen – Waltenhausen-Hairenbuch – Waltenhausen – Aletshausen-Haupeltshofen – |
| GZ 14  | Offingen – St 2025 in Offingen-Schnuttenbach (nicht mehr vergeben) |
| GZ 15  | St 2510 – Burgau-Limbach – Kammeltal-Hammerstetten – GZ 17 in Kammeltal-Wettenhausen |
| GZ 16  | GZ 25 in Jettingen-Scheppach-Schönenberg – St 2025 in Jettingen-Scheppach-Jettingen |
| GZ 17  | in Ichenhausen-Hochwang – Ichenhausen-Deubach – GZ 15 in Kammeltal-Wettenhausen – St 2024 in Kammeltal-Wettenhausen – Kammeltal-Goldbach – Kammeltal-Hartberg – St 2025 in Jettingen-Scheppach-Jettingen – GZ 20 – Jettingen-Scheppach-Freihalden – Kreisgrenze – (A 4 im Landkreis Augsburg) |
| GZ 18  | St 2020 in Bubesheim – Günzburg-Wasserburg – Günzburg-Denzingen – in Günzburg-Deffingen |
| GZ 19  | GZ 6 in Wiesenbach-Unterwiesenbach – in Neuburg a. d. Kammel-Wattenweiler |
| GZ 20  | GZ 17 – Jettingen-Scheppach-Ried – St 2025 in Burtenbach-Oberwaldbach |
| GZ 22  | GZ 10 – Winterbach-Rechbergreuthen – Kreisgrenze – (A 21 im Landkreis Augsburg) |
| GZ 23  | St 2509 – Bibertal-Echlishausen – GZ 26 in Bibertal-Bühl – St 2023 in Bibertal-Kleinkissendorf |
| GZ 24  | St 2510 in Landensberg – Kreisgrenze – (A 20 im Landkreis Augsburg) |
| GZ 25  | St 2023/St 2024 in Kammeltal-Ettenbeuren – GZ 16 in Jettingen-Scheppach-Schönenberg – Jettingen-Scheppach-Klingenburg – GZ 1 in Burtenbach-Kemnat – Münsterhausen-Hagenried – Münsterhausen-Oberhagenried – St 2023 – in Ursberg-Oberrohr – GZ 12 in Ursberg |
| GZ 26  | (NU 12 im Landkreis Neu-Ulm) – Kreisgrenze – Bibertal-Opferstetten – GZ 23 in Bibertal-Bühl |
| GZ 27  | St 2025 in Balzhausen – Aichen-Bernbach – St 2027 in Aichen – Kreisgrenze – (A 16 im Landkreis Augsburg) |
| GZ 28  | (DLG 17 im Landkreis Dillingen an der Donau) – Kreisgrenze – Offingen – St 2025 |
| GZ 29  | St 2023 – St 2020 – Bibertal-Ettlishofen - Bibertal-Hetschwang – Kreisgrenze – (NU 18 im Landkreis Neu-Ulm) |
| GZ 30  | – Aletshausen-Gaismarkt – Aletshausen-Winzer - GZ 8 |
| GZ 31  | St 2024 – Rettenbach – St 2024 – Burgau-Unterknöringen - GZ 11 in Burgau |